# Oberplag
Oberplag ist ein Ortsteil der Ortsgemeinde Asbach im Landkreis Neuwied in Rheinland-Pfalz. Der Ort ist landwirtschaftlich geprägt, entwickelt sich aber zunehmend zu einem Wohnort im Sinne einer Wohngemeinde.

## Geographie
Das Dorf liegt im Niederwesterwald rund drei Kilometer südlich des Hauptortes Asbach. Im Norden grenzt Oberplag an den Asbacher Ortsteil Straßen, im Westen an den Ortsteil Hinterplag und im Süden an den zu Ortsgemeinde Neustadt (Wied) gehörenden Ort Brüchen. Oberplag liegt an der Landesstraße 255, die Asbach mit Neustadt (Wied) verbindet.

## Geschichte
Die drei Orte Oberplag, Hinterplag und Vogtslag bildeten seit dem Mittelalter eine Gemeinschaft die zusammenfassend auch „Plag“ genannt wurde. Der Hauptort war Hinterplag. Hier hatte um 1475 ein Landschultheiß des kurkölnischen Amtes Altenwied in einer kleinen Wasserburg seinen Sitz.
Landesherrlich gehörte Oberplag vom Mittelalter an bis 1803 zum Kurfürstentum Köln. Der Ort war Teil der „Honnschaft Schöneberg“, die zum Kirchspiel Asbach gehörte und der Verwaltung des kurkölnischen Amtes Altenwied unterstand. Auf der nahe der heutigen Landesstraße liegenden Anhöhe „Spielhügel“ befand sich eine Gerichtsstätte des Amtes Altenwied, die seinerzeit „Spillhüll“ genannt wurde.
Nach einer 1660 vom Kölner Kurfürsten Maximilian Heinrich angeordneten Bestandsaufnahme hatten Ober- und Hinterplag zusammen neun Höfe, 1787 wurden hier 20 Häuser gezählt.
Nachdem das Rheinland 1815 zu Preußen gekommen war, gehörte Oberplag zur Gemeinde Schöneberg im damals neu gebildeten Kreis Neuwied und wurde zunächst von der Bürgermeisterei Neustadt und ab 1823 von der Bürgermeisterei Asbach verwaltet. Nach einer Volkszählung aus dem Jahr 1885 hatte Oberplag 94 Einwohner, die in 19 Häusern lebten. 1931 erhielt Oberplag eine eigene Poststelle der Klasse II im Bezirk des Postamts Asbach.
Bis zum 16. März 1974 gehörte Oberplag zu der bis dahin eigenständigen Gemeinde Schöneberg, welche mit gleichem Datum aufgelöst wurde und in die neu gebildete Ortsgemeinde Asbach aufging. 1987 zählte Oberplag 153 Einwohner.

## Sehenswürdigkeiten
Unter Denkmalschutz stehen:
- Ein zweizoniger Wohnteil eines Quereinhauses mit Niederlass; Fachwerk aus dem 18. Jahrhundert (Im Weidchen 3)
- Ein Wegekreuz, bezeichnet 1884 (Am Spielhügel)
- Siehe auch: Liste der Kulturdenkmäler in Asbach (Westerwald)

## Persönlichkeiten
- Hubert Willi Klein (* 1949), in Oberplag geborener Ingenieur und Hochschullehrer